# Juliusz Powałkiewicz
Juliusz Powałkiewicz, pseud. Paweł, Smok (ur. 6 marca 1925 w Lublinie) – polski autor książek historycznych i żołnierz AK, uczestnik Powstania Warszawskiego, działacz kombatancki.

## Życiorys
W czasie niemieckiej okupacji służył w szeregach Armii Krajowej. Uczestniczył w Powstaniu Warszawskim, walcząc w stopniu strzelca na prawobrzeżnej Pradze. Został ranny 2 sierpnia 1944 na ul. 11 Listopada. Opuścił miasto wraz z ludnością cywilną.
Od lat 90. autor lub współautor książek historycznych ukazujących życie mieszkańców Warszawy w czasie konspiracji, takich jak Broń konspiracyjna, która stanowi 25. pozycję serii „Warszawskie Termopile 1944”, wydawaną przez Fundację „Warszawa Walczy 1939–1945”. Publikacja ta pokazuje sylwetki konspiracyjnych producentów broni, wykorzystywanej m.in. przez powstańców.
Jest działaczem kombatanckim, za zasługi dla tego środowiska odznaczony Krzyżem Oficerskim Orderu Odrodzenia Polski (2000).

## Twórczość
Autor i współautor publikacji książkowych związanych z okresem II wojny światowej, takich jak:
- Broń konspiracyjna. Juliusz Powałkiewicz. – Warszawa: Fundacja „Warszawa Walczy 1939-1945”, cop. 2005.
- Kanały: trasy łączności specjalnej (kanałowej) Powstania Warszawskiego / Tymoteusz Duchowski, Juliusz Powałkiewicz. – Warszawa: Fundacja „Warszawa Walczy 1939-1945”: „Askon”, 2003.
- Praga: przewodnik historyczny po miejscach walk i pamięci / Lesław M.Bartelski ; oprac. Juliusz Powałkiewicz. – Warszawa: Fundacja „Warszawa Walczy 1939-1945”: „Askon”, 2000.
- Getto. Lesław M. Bartelski – wraz z Janem Jagielskim opracował przewodnik po miejscach walk i pamięci czasu okupacji i powstania w getcie w ujęciu alfabetycznym ulic. Fundacja „Warszawa Walczy 1939-1945”, 1999[5],
- Obroża. Lesław M. Bartelski. Przewodnik historyczny po miejscach walk i pamięci / oprac. Juliusz Powałkiewicz. – Warszawa: Fundacja „Wystawa Warszawa Walczy 1939-1945”: Askon, 2002.[6]
- Mokotów. Przewodnik historyczny po miejscach walk i pamięci czasu okupacji i Powstania Warszawskiego. Eugeniusz Ajewski, Lesław M. Bartelski, Juliusz Powałkiewicz: Warszawa: Fundacja „Wystawa Warszawa Walczy 1939–1945” i ARS Print Production, 1998.  ISBN 83-87224-13-8.